# David Sydney Morgan
David Sydney Morgan (Ewell, 18 mei 1932) is een Brits-Australisch componist, muziekpedagoog, dirigent, hoboïst en althoboïst.

## Levensloop
Morgan vertrok op vierjarige leeftijd met zijn ouders naar Sydney, ging daar op school en groeide er op. In 1946 begon hij zijn muziekstudies aan het New South Wales State Conservatorium of Music, nu: Sydney Conservatorium of Music afdeling van de Universiteit van Sydney in Sydney, waar hij harmonie en compositie bij Alex Burnard, hobo bij Jiří Tancibudek en ontving in 1950, 1951 en 1952 een studiebeurs van de "Sydney Gordon Vicars Composition Scholarship". Met een verdere studiebeurs kon hij aan het Royal College of Music in Londen bij Mátyás Seiber (compositie), Peter Newbury (althobo), Norman Del Mar (orkestdirectie) en Walter Goehr (orkestdirectie en muziekanalyse) studeren. Aldaar behaalde hij zijn Associate of the Royal College of Music (ARCM) in compositie in 1957 alsook zijn Bachlor of Music in 1970.
Morgan was als althoboïst verbonden aan het Sydney Symphony Orchestra. Als docent werkte hij aan een lerarencollege (Inner London Education Authority). Verder werkte hij als muziek-bibliothecaris voor het British Council in Londen en aan de British Museum bibliotheek. Als huiscomponist/-arrangeur was hij werkzaam in de muziekafdeling van het South Australian Education Department.
Morgan was als dirigent verbonden aan het Adelaide Chamber Orchestra en aan verschillende harmonieorkesten, koren en andere ensembles. Tegenwoordig is hij dirigent en artistiek leider van het Barossa Chamber Orchestra.
Met uitzondering van muziek voor het muziektheater heeft hij voor alle genres werken geschreven. Zijn Festival Overture schreef hij op 16-jarige leeftijd en ging door het Sydney Symphony Orchestra onder leiding van Sir Eugene Goossens in première. Zijn zeven symfonieën werden door alle vooraanstaande Australische orkesten uitgevoerd.

## Composities

### Werken voor orkest

#### Symfonieën
- 1950 Symfonie nr. 1, voor orkest
- 1951 Symfonie nr. 2 in D majeur, voor orkest
- 1956 Symfonie nr. 3, voor kamerorkest
- 1957 Symfonie nr. 4 "classical", voor klein orkest, op. 16
- 1966 Symfonie voor twaalf - een miniatuur symfonie, voor dwarsfluit, hobo, basklarinet in Bes, contrafagot, hoorn in F, trompet in Bes, trombone, tuba, viool, altviool, cello en contrabas
- 1974 Symfonie nr. 6, voor orkest
- 2005 Symfonie nr. 7, voor orkest
- Symfonie nr. 5, voor orkest

#### Concerten voor instrumenten en orkest
- 1948 Concert, voor hobo en strijkorkest
- 1949 Rhapsody, voor cello en orkest
- 1955-1956/2001 Concert nr. 2, voor hobo en kamerorkest
- 1957 Concert nr. 1 "Spring", voor hoorn en orkest
- 1958 Concert nr. 1, voor altviool en strijkorkest
- 1962 Butterfly and the hammer, voor dwarsfluit en kamerorkest
- 1995 Concert nr. 1, voor trompet en strijkorkest
- 1998 Concertante, voor althobo en kamerorkest
- 1998 Concert, voor fagot, strijkorkest en slagwerk
- 1998 Concert, voor klavecimbel en kamerorkest
- 1998 Suite, voor hoorn en orkest
- 1999 Concert, voor mandoline en strijkorkest
- 2000 Concert nr. 2 - the mystic trumpeter, voor trompet, flügelhorn, kornet en klein orkest
- 2001 Concert nr. 2, voor altviool en orkest
- 2003 Concert nr. 2, voor klavecimbel en kamerensemble 
  1. L'inquiètude (Sarabande anxieuse)
  2. Hommage à Henri Dutilleux (Saltarelle capricieuse)
  3. C'est la guerre (Fausse?) (Sarabande triste)
  4. Deux variations sur un thème par Händel de l'opera "Rinaldo" (Sarabande variée)
  5. La sarabande finale (Souvenir, chaconne et gigue)
- 2006 Concert, voor piano en orkest

#### Andere werken voor orkest
- 1947 Romance, voor strijkorkest
- 1948 Festival overture, voor orkest
- 1948 Triplex, suite voor strijkorkest
- 1949 Prelude, chaconne, and reprise, voor kamerorkest
- 1964 Sinfonietta "English autumn", voor 2 hobo's, 2 fagotten en strijkorkest
- 1977 An English suite, voor strijkorkest, op 63, nr. 2 
  1. Pastoral
  2. Lament
  3. March
- 1977 Sinfonia, voor elf solo strijkers
- 1985 Suite, voor strijkorkest, slagwerk en piano, op. 74
- 1986 Jubilee overture, voor orkest, op. 76
- 1997 Norwegian fantasy, voor orkest
- 1999 Asian window, voor kamerorkest
- 1999 A little light music, voor orkest
- 2000 Ach! Bach!, voor orkest
- 2002 The seasons - a concerto for orchestra after Vivaldi, voor orkest
- 2004 Monkey year, voor orkest

### Werken voor harmonieorkest en brassband
- 1970 Groundwork, voor brassband
- 1974 Lux Australis, voor brassband
- 1986 Mesa, voor harmonieorkest, op. 75
- 1986 Second fleet, voor harmonieorkest
- Hans Sachs March, voor harmonieorkest

### Missen en andere kerkmuziek
- 1949 Mass nr.1, voor gemengd koor
- 1960 Mass nr.2, voor gemengd koor
- 1962 Mass nr.3, voor gemengd koor

### Vocale muziek

#### Werken voor koor
- 1948 A song of Paumanok, voor tenor solo, gemengd koor en orkest - tekst: Walt Whitman
- 1948 Tears, voor achtstemmig gemengd koor en klein harmonieorkest (dwarsfluit, hobo, 2 klarinetten, fagot, sopraansaxofoon, altsaxofoon, tenorsaxofoon, baritonsaxofoon, hoorn in F, bekkens)
- 1997 Rest, voor gemengd koor - tekst: Christina Rossetti
- 1997 Three Burns settings, voor mannenkoor - tekst: Robert Burns
- 1998 For ever England, voor gemengd koor en kamerensemble (piccolo, hobo, 2 trompetten in C, 2 slagwerkers, 4 violen, 2 fagotten, 2 contrabassen) - tekst: Rupert Brooke
- 1999 Advent carol, voor gemengd koor a capella
- 1999 Canti sacri e profani, voor gemengd koor en koperkwartet (trompet, hoorn, trombone en tuba) - tekst: Oscar Wilde
- 1999 Princeps pacis - a Medieval carol, voor gemengd koor 2 hobo's, althobo, 2 fagotten, 2 trompetten in C, 2 trombones en bastrombone

#### Liederen
- 1999 Three cabaret songs, voor sopraan, klarinet in Es/Bes klarinet/basklarinet, cello, piano, slagwerker - tekst: Lewis Prideaux

### Kamermuziek
- 1948 Strijkkwartet nr. 1
- 1948 Strijkkwartet in C majeur
- 1949 Eight variations on a theme of Arnold Mote, voor kamerensemble (3 dwarsfluiten (1e ook: piccolo), klarinet, kornet (of trompet)
- 1953 Divertimento, voor piccolo, dwarsfluit, altfluit en basfluit
- 1955 Strijkkwartet nr. 9
- 1959 Palindrome, voor strijkkwartet
- 1964 Blaaskwintet
- 1969 Strijkkwartet nr. 2
- 1976 A little suite for wind, voor 2 dwarsfluiten, 2 hobo's, 3 klarinetten, 2 fagotten, trompet en hoorn, opus 62, nr. 3
- 1980 Strijkkwartet nr. 3
- 1997 Strijkkwartet nr. 4
- 1998 8 variations on a theme of Arnold Mote, voor 3 dwarsfluiten, klarinet en kornet
- 1998 Handel variations, voor altviool solo, dwarsfluit (ook: piccolo), hobo, klarinet in A, hoorn in F, 2 violen en cello
- 1998 Sonate, voor viola da gamba en klavecimbel
- 1998 Suite, voor hoorn en piano
- 1999 Quartet, voor viool, altviool, cello en piano
- 1999 Quintet - in arcady, voor hobo, klarinet, viool, altviool en contrabas
- 1999 Strijkkwartet nr. 5
- 2001 Federation, voor strijkkwartet
- 2001 Strijkkwartet nr. 6
- 2001 Suite, voor viool, cello en klavecimbel
- 2002 Daffodil day, voor strijkkwartet
- 2002 Strijkkwartet nr. 7
- 2003 Strijkkwartet nr. 8
- 2003 Sylvan suite, voor dwarsfluit, hobo, altviool en cello
- 2005 A little suite, voor hobo, viool, cello en klavecimbel
- 2005 Sonate nr. 4, voor viool en piano
- 2005 Strijkkwartet nr. 10

### Werken voor orgel
- 1954 Organ suite from the Christmas cantata "Puer natus est"

### Werken voor piano
- 1948 Sonate nr.1 in D majeur
- 1963 Sonate nr.2
- 1966 Sonate nr.3
- 1967 Homage to Beethoven
- 1981 Winter woe
- 1999 Divers paces, suite

### Werken voor slagwerk
- 1982 Loss, voor slagwerkkwartet, op. 71
- 1986 Fun and games, voor slagwerkkwartet (glockenspiel, xylofoon, casiotone MT-31, buisklokken, kleine trommen, tom-toms, hangende bekkens, 3 plate gongs, ratel, aambeeld, sandblock, marimba, grote trom, pauken, sissen-bekken, triangel, vibrafoon, 2 roto-toms, hihat, flexatoon, wind chimes, bongo's, tempelbloks, 3 tamtams)